# Naoki Mizunuma
Naoki Mizunuma –en japonés, 水沼尚輝, Mizunuma Naoki– (Mooka, 13 de diciembre de 1996) es un deportista japonés que compite en natación, especialista en el estilo mariposa.
Ganó una medalla de plata en el Campeonato Mundial de Natación de 2022, en la prueba de 100 m mariposa. Participó en los Juegos Olímpicos de Tokio 2020, ocupando el sexto lugar en la prueba de 4 × 100 m estilos.

## Palmarés internacional
| Campeonato Mundial | Campeonato Mundial | Campeonato Mundial | Campeonato Mundial |
| Año                | Lugar              | Medalla            | Prueba             |
| ------------------ | ------------------ | ------------------ | ------------------ |
| 2022               | Budapest (Hungría) | Medalla de plata   | 100 m mariposa     |